# 人民畫報

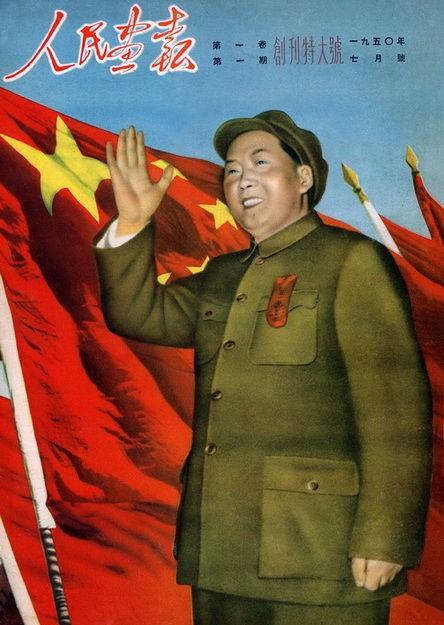
1950年创刊号的封面，为毛泽东肖像。

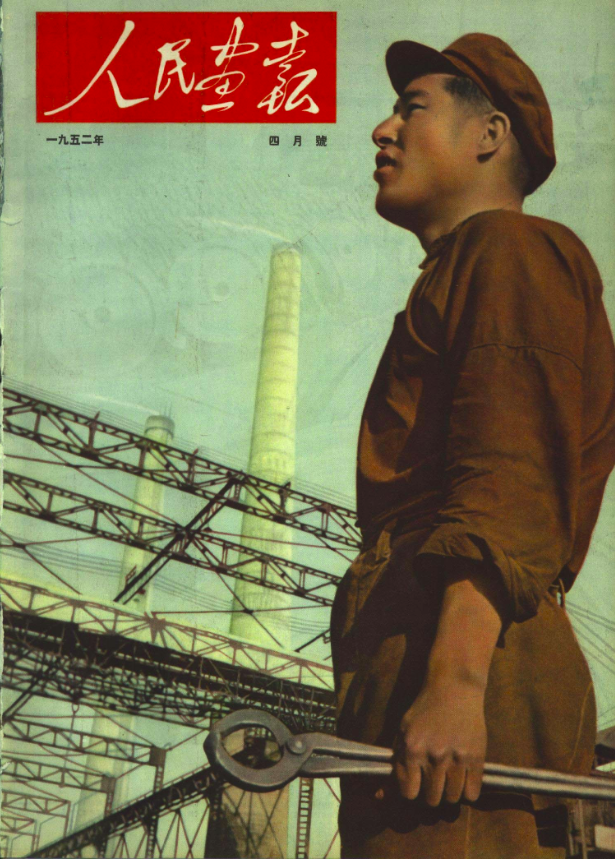
1952年4月号的封面，为劉長福。

《人民画报》创刊于1950年7月，是一本以图片报道为主、图文并茂的中华人民共和国国家级综合性画报，为月刊，內容以宣传中国现代建设成就为主。《人民画报》自创办起从未停刊，文化大革命中也照常出版。

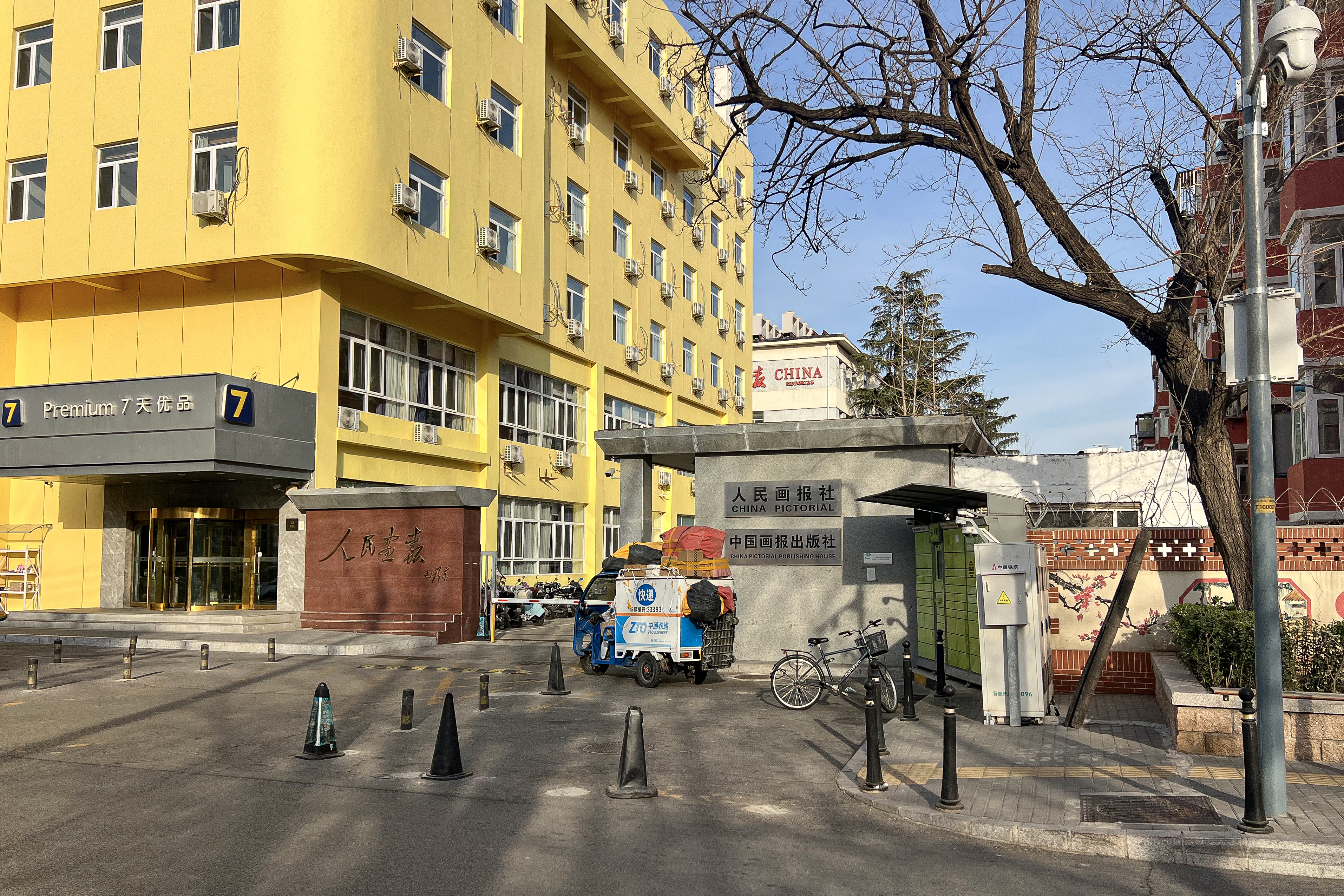
人民画报社

《人民画报》编辑部位于北京市海淀区，主管单位为中国外文出版发行事业局，主办单位为人民画报社。
《人民画报》有多種文字版本，包括简体中文、英文、俄文、韓文、日文等。《人民画报》网络版提供中文、英文、法文、俄文、德文、意大利文、日文、阿拉伯文、韩文版本。

## 发展历史
- 1946年8月1日，《人民画报》创刊于河北省邯郸市，由晋冀鲁豫军区政治部人民画报社编辑出版。
- 1948年5月，《晋察冀画报》与《人民画报》合并，改出《华北画报》[2]。
- 1950年6月，毛泽东为《人民画报》题写刊名。
- 1950年7月，《人民画报》创刊，社址在北京市府前街石碑胡同甲22号。
- 1972年，《人民画报》期印总数突破100万，创造了中国期刊发行的历史之最。
- 1999年，《人民画报》首次进行中外文版分版。
- 2000年5月，《人民画报》网站正式开通。
- 2001年底，《人民画报》中文版入选由中宣部、新闻出版署评定的“中国期刊方阵”，并获得“社会效益和经济效益双效期刊”称号。
- 2002年10月，《人民画报》创建韩文版。
- 2003年，在新闻出版总署进行的评比中，《人民画报》中文版荣获第二届国家期刊奖。
- 2005年，《人民画报》中文版获得第三届国家期刊奖。
- 2018年，杂志被中华人民共和国国家新闻出版广电总局新闻报刊司评为2017年全国“百强报刊”[3]。